# László Honti
László Honti (Lengyeltóti, Hongarije, 27 augustus 1943) is een Hongaarse taalkundige, finoegrist en hoogleraar, die zich heeft gespecialiseerd in de Oeraalse vergelijkende taalwetenschap. Hij is tevens lid van de Hongaarse Academie van Wetenschappen.

## Levensloop
In 1961 behaalde László Honti zijn middelbareschooldiploma aan het Vajda János gymnasium in Keszthely (Hongarije). In 1963 begon hij zijn studie in Hongaars en Russisch aan de Letterenfaculteit van de Eötvös Loránd Tudomány Egyetem (universiteit) te Boedapest. Twee jaar later ging hij ook finoegristiek studeren. In 1966 en 1967 was hij beursstudent in Finland aan de universiteiten van Turku en Helsinki. In 1970 behaalde hij zijn doctorsgraad.
Honti vervolgde zijn loopbaan bij de Hongaarse Academie van Wetenschappen (Magyar Tudományos Akadémia), waar hij van 1980 tot 1988 de afdeling Oeraalse talen leidde. Van 1988 tot 1997 was hij hoogleraar en hoofd van de vakgroep Finoegristiek aan de Rijksuniversiteit Groningen. In 1997 stapte hij over naar Italië, waar hij hoogleraar werd aan de vakgroep van algemene taalwetenschap en  filologie aan de universiteit van Udine. In 2008 werd Honti benoemd tot hoogleraar en hoofd van de vakgroep Hongaarse taalwetenschap aan de Károli Gáspár Református Egyetem in Boedapest.
Na verschillende functies te hebben bekleed in commissies van de Hongaarse Academie van Wetenschappen, werd hij in 2010 tot lid benoemd van deze organisatie. Honti is tevens werkzaam bij diverse Hongaarse en internationale wetenschappelijke verenigingen, zoals het Fins Finoegrisch Genootschap (Suomalais-Ugrilainen Seura) en het Hongaarse Taalwetenschappelijke Genootschap (Magyar Nyelvtudományi Társaság).
László Honti is hoofdredacteur van het tijdschrift Nyelvtudományi Közlemények en lid van de redactiecommissies van Officina Hungarica en Magyar Nyelv. Sinds 2012 mag hij zich tevens president van de Societas Uralo-Altaica noemen.

## Werk
In zijn onderzoek richt Honti zich voornamelijk op de Oeraalse vergelijkende taalkunde en vooral op de geschiedenis van de Oboegrische talen (Hantisch, Mansisch). Zo houdt hij zich bezig met de morfologische en syntactische vraagstukken van de finoegrische talen. Zijn werken zijn in diverse talen verschenen: naast het Hongaars ook in het Engels, Duits en Italiaans. László Honti heeft meer dan 300 wetenschappelijke publicaties op zijn naam staan.

## Onderscheidingen
- 1977 Gombocz Zoltán - emlékérem (herinneringsmedaille)
- 1977, 1982 Kritikai nívódíj (Kritisch niveauprijs), Akadémiai Kiadó (Academische Uitgeverij)
- 1993 Akadémiai Díj (Academische prijs, gedeeld)
- 2006 Munkácsi Bernát-díj (prijs)